# Excédent budgétaire
 (septembre 2011).
Si vous disposez d'ouvrages ou d'articles de référence ou si vous connaissez des sites web de qualité traitant du thème abordé ici, merci de compléter l'article en donnant les références utiles à sa vérifiabilité et en les liant à la section « Notes et références ».
Un excédent budgétaire est une situation dans laquelle un organisme à but non lucratif a des recettes supérieures aux dépenses. 
Le cas de la puissance publique (État, Union européenne ou une administration locale) est particulier. 
L'excédent budgétaire est à distinguer du bénéfice, qui suggère une distribution de richesses aux apporteurs de capitaux ou aux porteurs de projet. Dans un organisme à but non lucratif, les excédents sont en général permis s'ils restent affectés au projet de l'organisme. Cela permet par exemple de préparer un investissement futur, de sécuriser la stabilité financière, ou d'assainir une trésorerie déficitaire.
En France, les organismes publics (sauf l'État) ont l'obligation de présenter des budgets de fonctionnement en équilibre. Dans les autres pays, des obligations comparables existent, puisqu'il est rarissime que la création monétaire soit autorisée. En pratique, ces organismes sont donc toujours débiteurs, un écart positif entre les recettes et les dépenses (par rapport aux prévisions) se traduisant seulement par une accélération de la dépenses (il est rare qu'on ne trouve pas une dépense nouvelle pour la "cagnotte") ou, éventuellement, par un moindre recours à l'emprunt. La dette peut alors diminuer. 